# Abbaye de Saint-Denis-en-Broqueroie
 (avril 2014).
Si vous disposez d'ouvrages ou d'articles de référence ou si vous connaissez des sites web de qualité traitant du thème abordé ici, merci de compléter l'article en donnant les références utiles à sa vérifiabilité et en les liant à la section « Notes et références ».
L'abbaye de Saint-Denis-en-Broqueroie appartenait à l'ordre bénédictin. Elle était située sur la rivière Obrecheuil, dans un village qui porta plus tard le nom de Saint-Denis et qui fait maintenant partie de la ville de Mons, en Belgique. L'abbaye fut fondée en 1081 par la comtesse de Hainaut Richilde et son fils le comte Baudouin II à partir d'un prieuré déjà cité en 886.
Au début de son histoire, l'abbaye reçut de nombreuses concessions et donations, obtint plusieurs dîmes. Elle entretint d'autre part des rapports formalisés de sujétion ou bien de confraternité avec d'autres abbayes, et encore plus tard au XVIIe siècle.
Mais l'abbaye eut aussi son lot de malheurs. Elle connut deux incendies au XIIe siècle et fut complètement détruite. Un autre incendie sérieux détruisit le quartier abbatial en 1778. En 1572, l'abbaye fut pillée par des soldats de la garnison de Mons. En 1615 et 1660, elle dut affronter des épidémies de peste. En 1678, la bataille dite de Saint-Denis entre les français du maréchal de Luxembourg et les coalisés conduits par Guillaume III d'Orange-Nassau causa de nouveaux dommages.
En 1785, contrairement à d'autres abbayes de la région, l'abbaye de Saint-Denis ne fut pas démantelée dans le cadre de la politique religieuse de Joseph II. Cependant, elle fut supprimée en exécution de la loi du 1er septembre 1796. Deux ans plus tard, le site de l'abbaye et sa ferme fut définitivement vendu.
Entre 1804 et 1958, le site abritait une filature de coton. En 1978, le domaine de 18 hectares fut racheté par une coopérative d'habitat groupé qui restaure les bâtiments historiques et qui seront en partie classés.

## Origine
L'abbaye de Saint-Denis-en Broqueroie est fondée en 1081, à partir d'un prieuré déjà cité en 886.

## Géographie
L'abbaye de Saint-Denis-en-Broqueroie était située sur la rivière Obrecheuil, dans un village de Belgique qui porta plus tard le nom de Saint-Denis, et qui fait maintenant partie de la ville de Mons, dans la province de Hainaut. Précisément, l'abbaye se trouve à 8 km au nord-est de Mons.

## Chronologie
- 1081 : Fondation de l'abbaye de Saint-Denis-en-Broqueroie par le comtesse de Hainaut Richilde et son fils le comte Baudouin II. L'évêque de Cambrai, Gérard II, a mené durant cette période une activité intense de développement de la vie monacale (création des abbayes d'Anchin, de Saint-Denis, de Granmont, d'Affligem, etc.). Une hypothétique bataille à Saint-Denis-en-Broqueroie en 1066 ne semble pas expliquer cette création. La comtesse Richilde rattache l'abbaye de Saint-Denis à l'abbaye bénédictine de La Sauve-Majeure (près de Bordeaux) et la soumet à la règle de saint Benoît.

- 1084 : Richilde et Baudouin II donnent à l'abbaye de Saint-Denis le village du même nom. L'église Saint-Pierre de Mons lui est également attribuée (confirmation en 1124).

- 1117 : Confirmation de la donation à l'abbaye du village d'Obrechies (près de Maubeuge) par le comte Baudouin III.

- 1119 : L'évêque de Cambrai Burchard concède à l'abbaye les autels de Houdeng, de Gœgnies, de Lembecq ainsi que les alleux de Péronnes et Trivières. Le pape Calixte II confirme les possessions de Saint-Denis-en-Brocqueroie (18 novembre).

- 1125 : Confirmation de la concession de l'autel de Quenast.

- 1128 : Incendie du monastère ; le Trésor et la bibliothèque sont préservés.

- 1136 : Nouvel incendie : la destruction est cette fois-ci complète.

- 1138 : Confirmation de la concession de l'autel de Naast.

- 1142 : Une foire annuelle est accordée au village de Saint-Denis à la fête du saint patron (9 octobre).

- 1156 : Concession de la chapelle de Fouleng ainsi que de alleux à Baulenghien et Grosage.

- 1161 : Confirmation de la donation de l'église paroissiale de Tirlemont (à moitié avec l'église Saint-Jean-l'Évangéliste de Liège).

- 1167 : Donation de l'autel de Hoves et ses annexes à Enghien.

- 1205 : Donation du quartier du Rapoit à Havré.

- 1209 : Obtention de dîmes à Hoves et Gottignies.

- 1223 : Obtention de dîmes à Naast.

- 1242 : Accord de sujétion de l'abbaye de Saint-Denis à celle de La Sauve-Majeure après un arbitrage.

- 1274-1275 : Statuts concernant les aspects fonctionnels de la vie monacale (sceaux, luminaires, pitance, vêtements, infirmerie, cuisine…).

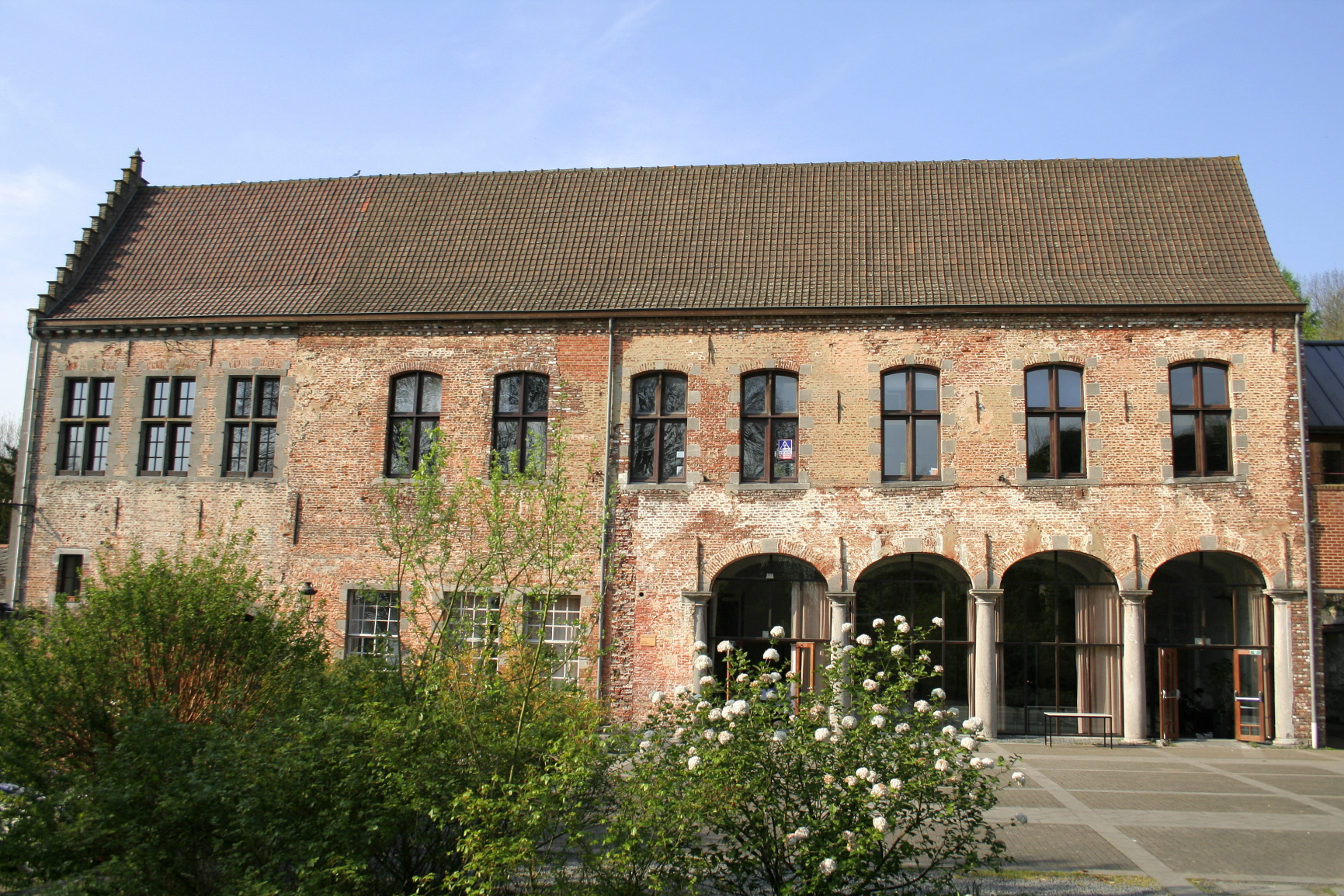
Cloître et ancien bâtiment des moines.

- 1321 : Accord de confraternité avec l'abbaye de Saint-Ghislain.

- 1353 : Accord de confraternité avec l'abbaye Saint-Landelin à Crespin.

- 18 avril 1424 ou 1434[2] : Rachat de la sujétion vis-à-vis de l'abbaye de La Sauve-Majeure. Ce droit de juridiction fut racheté par l'abbé Guillaume d'Assonville pour 500 couronnes[2].

- 1469-1481 : Abbés commendataires (désignés par le pape) : Ferry de Cluny, Philibert de Macon, Henry de Bergues.

- 1498 : Henri de Bergues, entretemps devenu évêque de Cambrai, impose un visiteur à l'abbaye qui connaissait certains problèmes dus au relâchement de la discipline, en partie du fait de la fréquente absence des abbés commendataires.

- 1563 : Il est fait état de problèmes internes sous l'abbatiat de François de Behaut, considéré comme faible.

- 1572 : Pillage de l'abbaye par des soldats de la garnison de Mons.

- 1605 : Consécration de l'autel de la chapelle du refuge de l'abbaye à Mons (rue de Houdain).

- 1615 : À la suite d'une épidémie de peste, des reliques de saint Macaire provenant de Gand sont envoyées à Saint-Denis (tableau toujours visible dans l'église paroissiale d'Obourg).

- 1625 et suivantes : Réformation de l'abbaye, selon la réforme dite « de Lorraine », sous l'impulsion de l'abbé Vincqz, auteur d'une histoire de l'abbaye. Son prédécesseur, Henry de Buzeignes, avait entamé le travail de réforme notamment sur base de celle de Mont-Cassin.

- 1628 : Début de la construction d'une nouvelle église.

- de 1628 à 1653 : l'abbaye fait partie de la congrégation belge de la Présentation Notre-Dame, en aidant beaucoup d'abord à l'érection de cette congrégation[2].

- 1637 : Accord de confraternité avec l'abbaye bénédictine de Huneghem à Grandmont.

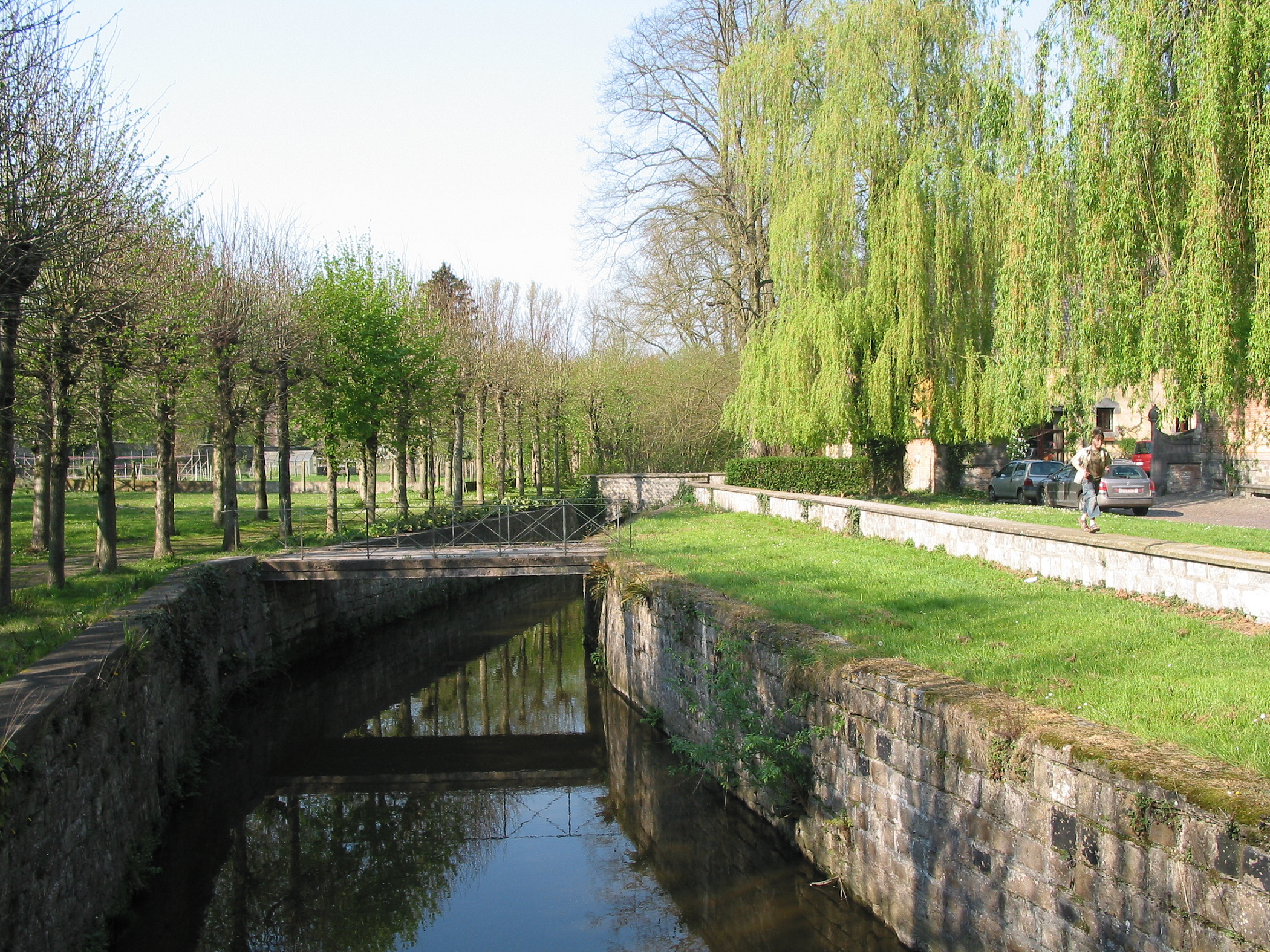
Saint-Denis, section canalisée de la rivière Obrecheuil traversant l'abbaye

- 1657 : Accord de confraternité avec l'abbaye bénédictine de Poperinge sous l'impulsion de l'abbé Gouffart (Journal de 1607 à 1669) qui aura une correspondance avec une moniale mystique de ce monastère : Jeanne Deleloe.

- 1660 : À la suite d'une nouvelle épidémie de peste, des reliques des saints Placide et Hippolyte provenant de Gand sont envoyées à Saint-Denis.

- 1663 : Venue à Mons et à Saint-Denis de l'abbé de Sainte-Geneviève de Paris par ailleurs supérieur général des Écoliers.

- 1666 : À la suite du bon accueil évoqué ci-dessus, en janvier 1666, l'abbé de Sainte-Geneviève fera don de reliques de saint Denis et de ses compagnons martyrs à l'abbaye. Ces reliques ont été retrouvées récemment dans la cure paroissiale de Saint-Denis.

- 1678 : Les 14 et 15 août, bataille dite de Saint-Denis, qui causa des dommages à l'abbaye, entre les français du maréchal de Luxembourg et les coalisés conduits par Guillaume III d'Orange-Nassau. Cette bataille présente l'originalité d'avoir été menée après la signature de la paix (traités de Nimègue) intervenue le 10 août.

- 1778 : Incendie du quartier abbatial.

- 1785 : Contrairement à d'autres abbayes de la région (dont celle de Cambron), l'abbaye de Saint-Denis ne fut pas démantelée dans le cadre de la politique religieuse de Joseph II.

- 1786 : L'abbaye touche un droit d'« entre cens » sur l'exploitation du charbon de la Société charbonnière d'Havré, Obourg, Saint-Denis, créée en 1784, et de la Société de Saint-Denis à Obourg, créée en 1786.

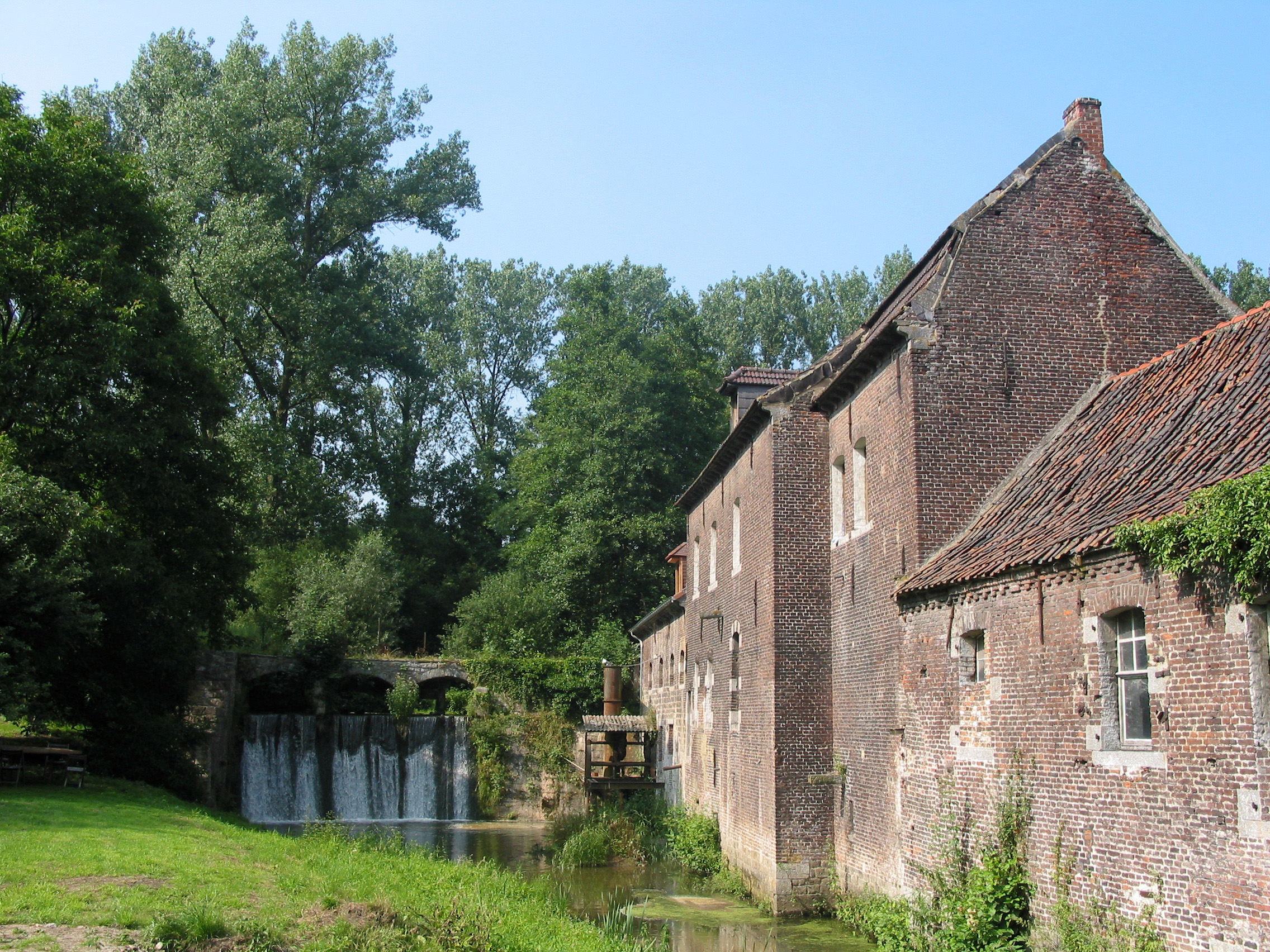
Le moulin de l'abbaye.

- 1789 : L'abbé Alavoine est l'un des trois députés envoyés par les États du Hainaut auprès des États généraux des États belgiques unis avec notamment pour mission de les informer de ce que le Hainaut avait proclamé son indépendance.

- 1792 : Après la bataille de Jemappes de novembre 1792, l'abbaye, bien qu'ayant subi quelques désagréments, a poursuivi ses activités.

- 1794 : L'abbé Alavoine s'enfuit à Cologne avec les émigrés (principalement des bourgeois et de notables) à la suite de la victoire française de FleurListe des bourgmestres de Monsus. Il semble qu'il en était déjà revenu en 1796.

- 1796 : Suppression de l'abbaye en exécution de la loi du 1er septembre 1796. Un seul moine accepta de prêter le serment constitutionnel.

- 1798 : Le 3 mars, vente définitive du site de l'abbaye et de la ferme de la Haute-Folie (en fait à Constant Fidèle Duval, baron et puis comte, alors bourgmestre de Mons). Intacte au moment de la vente, l'église abbatiale fut démolie et ses matériaux récupérés pour la construction.

- 1802 : À la suite du décès de l'abbé Alavoine, Dom Robert Genva fut désigné, à la demande de ses ex-confrères, abbé de Saint-Denis par Monseigneur de Rohan, évêque de Cambrai. Il mourut en 1836 sans avoir pu relancer l'abbaye.

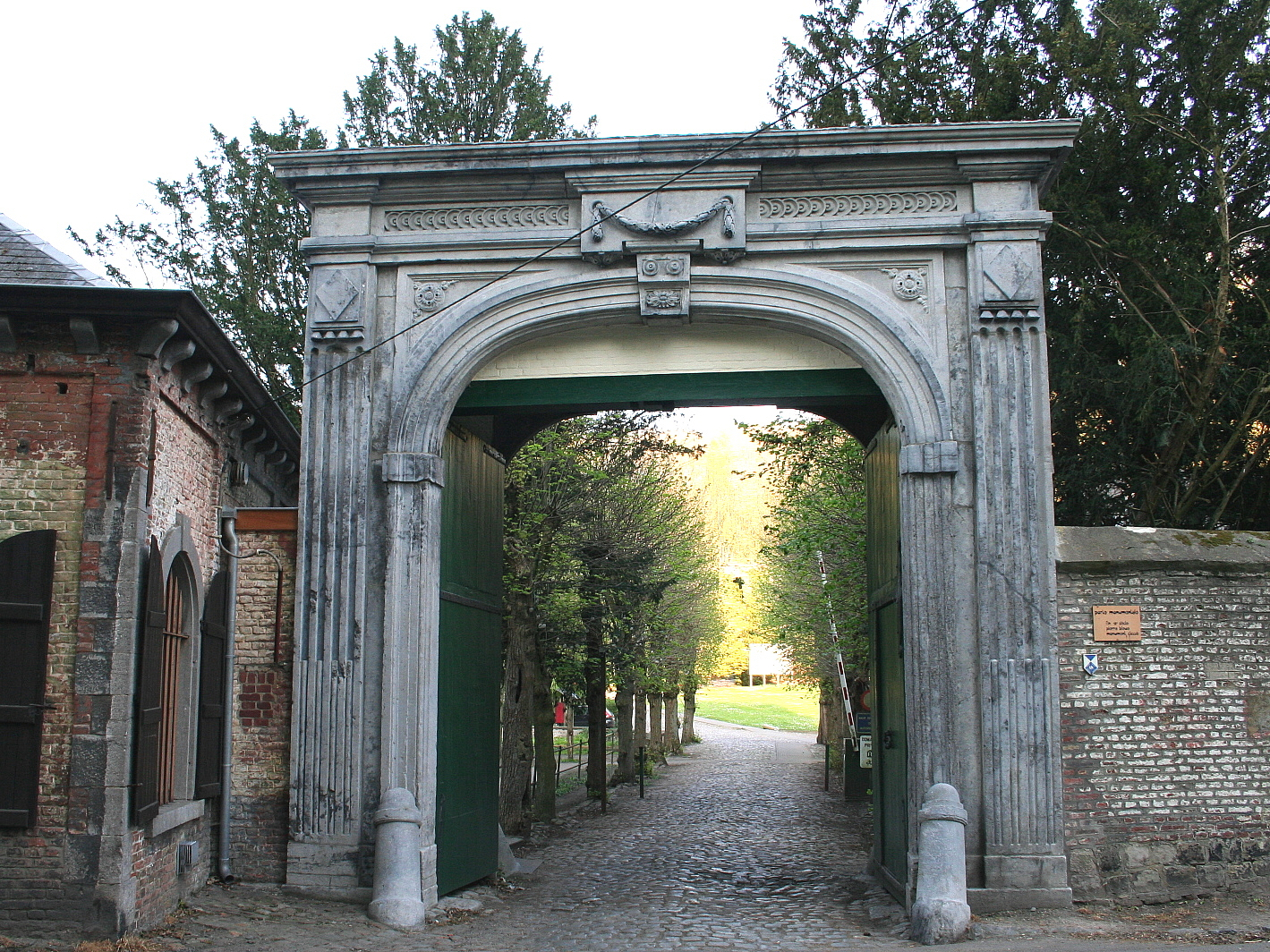
L'entrée de la filature du XVIIIe siècle

- 1804-1958 : Le site de l'abbaye abrite une filature de coton.

- 1958 : La filature cesse ses activités. Le site est rendue à sa destination religieuse par un acte du 13 février 1959[1], avec son rachat par les pères des Missions de Scheut. Lors du démontage des machineries dans les anciens dortoirs-réfectoires des moines, le bâtiment flambe complètement, le 21 mai 1959[1]. Les Scheutistes construisent alors en 1960 un nouveau bâtiment à l'emplacement des continus de la filature.

- 1978 : Le 22 mai, le domaine de 18 hectares est racheté par une coopérative d'habitat groupé qui restaure les bâtiments historiques et qui seront en partie classés. Elle vend en 1984 le seul bâtiment des Scheutistes à la Communauté française. Celle-ci le revend à une société immobilière qui transforma le bâtiment en appartements.

## Éléments culturels
L'abbaye compta plusieurs moines écrivains, tel Gérard Sacré au XVIIe siècle. Une grande partie de la bibliothèque abbatiale est aujourd'hui à la Bibliothèque publique de Mons. En 1756, Dubuisson écrit « la bibliothèque est curieuse tant pour la collection des livres rares qui s'y trouvent que pour le plafond qui est un des plus beaux morceaux de peinture qui soit aux Pays-Bas. On m'assure qu'un frère laïc y travailla près de quatre ans, couché sur son dos. »

## Souvenirs
Ce qui reste de l'abbaye en 1954 se résume à quelques bâtiments claustraux, un moulin, une brasserie et de vastes viviers.